# Pocałunek (film 1929)
Pocałunek (The Kiss) – amerykański melodramat z 1929 w reżyserii Jacques’a Feydera.
Był to ostatni film niemy zarówno w karierze Grety Garbo, jak i historii wytwórni MGM. Sensację wzbudził debiutujący wówczas, 21-letni Lew Ayres.
Fabuła oparta jest na krótkiej historii The Kiss autorstwa George’a M. Saville’a. Film opowiada o kobiecie będącej w nieszczęśliwym małżeństwie. Serię nieszczęśliwych zdarzeń zaczyna błędne odczytanie uczuć młodego mężczyzny względem niej. Zostaje ona w następstwie uwikłana w skandal obyczajowy i morderstwo. 

## Obsada
- Greta Garbo – Irene Guarry
- Conrad Nagel – André Dubail
- Lew Ayres – Pierre Lassalle
- Holmes Herbert – Lassalle
- Anders Randolf – Charles Guarry
- George Davis – Durant